# Ferrari 400
El Ferrari 400 y el Ferrari 412 son automóviles deportivos de tipo gran turismo con carrocería cupé 2+2 que fueron producidos por el fabricante italiano Ferrari. Ambos se fabricaron con un sistema de transmisión de 5 velocidades sincronizadas u opcionalmente con una unidad de transmisión automática de 3 velocidades de General Motors. 
Su diseño deriva del casi idéntico Ferrari 365 GT4 2+2. La producción comenzó en 1976, cuando Ferrari presentó su primer vehículo equipado con una transmisión automática (el 400) en el Salón del Automóvil de París de 1976. Hoy, su línea de diseño elegante y estilizada de Pininfarina y un volumen de producción relativamente reducido puede hacer que se convierta en un clásico futuro. Sin embargo, su reconocimiento no ha sido grande y aparece en la posición número 18 en el libro de la BBC "Crap Cars" ("automóviles basura"), situado entre el Daihatsu Applause y el Austin Ambassador.
Su transmisión automática y cumplimiento con los límites de sus emisiones hace pensar que pudo haber sido diseñado pensando en el mercado de los EE. UU., aunque ninguna versión de la serie 400 fue oficialmente importada en ese país. Sin embargo, existen numerosas unidades importadas en Estados Unidos en forma privada.

## 400 (automático) y 400 GT
El 400 automático (o 400A) y el 400 GT fueron las primeras versiones, producidas desde 1976 hasta 1979. El 400 automático utiliza la transmisión automática Turbo-Hydramatic THM400 de General Motors, mientras que la versión 400 GT fue equipada con una transmisión de 5 velocidades sincronizadas. 
El motor, basado en el 4.390 cc usado en el Daytona, es un motor V12 de 4.823 cc de 250 kW de potencia. El motor se encuentra ubicado en la zona anterior del vehículo con tracción trasera, el diseño GT tradicional le permitió a Ferrari colocar cuatro asientos en este cupé elegante.

## 400i y 400i GT
En estas versiones, producidas desde 1979 hasta 1985, los carburadores de los 400 fueron sustituidos por un sistema de inyección Bosch K-Jetronic. Al igual que en el más pequeño Ferrari 308i, la potencia se redujo sustancialmente, a 310 CV (228 kW), pero las emisiones fueron mejoradas en forma apreciable. A partir de 1982 aparece una pequeña revisión de la apariencia exterior de estos modelos. Exteriormente se identifican por la aparición de dos luces antinieblas situadas en el paragolpes trasero y las luces antiniebla delanteras dejan de estar por detrás de la rejilla delantera para situarse a la misma altura que esta. En cuanto a su planta motor, la misma recibe una pequeña revisión, que eleva la potencia a 315 CV.

## 412 y 412 GT
El 400 fue mejorado para 1985 con un aumento de la capacidad de su motor a 4.943 cc y una elevación de la potencia a su valor de 250 kW original. Por primera vez se ofrece en un Ferrari un sistema ABS, se mantuvo la provisión de cajas de transmisión manual y opcional automática. 
La producción se detuvo en 1989, con sólo la oferta del modelo Mondial con motor central y 2+2 asientos. El diseño clásico con motor delantero retornó en 1992 con el Ferrari 456.